# Radarmechaniker
Ein Radarmechaniker pflegt und wartet Radargeräte und setzt diese bei auftretenden Defekten instand. Er befasst sich heutzutage viel mit Elektronik und Datenverarbeitung, folgerichtig wird die Berufsbezeichnung zusammen mit dem Radarelektroniker bei der Bundesagentur für Arbeit unter ein und derselben Nummer geführt.
Das Warten von Radargeräten erfordert den sicheren Umgang mit Computertechnik, denn Diagnoseprogramme unterstützen den Radarmechaniker bei der Fehlersuche. Viele verschiedene Messgerätekategorien, wie Oszilloskope, Frequenzzähler und Signalgeneratoren werden angewendet, um defekte Bauteile zu lokalisieren, auszutauschen und das neue Bauteil optimal abzustimmen. Die Handhabung von Schaltplänen und Blockschaltbildern müssen durch den Radarmechaniker beherrscht werden.
Oft arbeiten Radarmechaniker in einem Zwei-Schicht-System und beginnen ihre Schicht mit einer umfangreichen Funktionskontrolle des Radargerätes. Die Wartungsarbeiten an einem Radargerät werden nach einem festgelegten Zeitplan durchgeführt. Viele Bauteile, deren Leistungsparameter nachlassen, können schon bei einer prophylaktischen Wartung erkannt und ausgewechselt werden.